# 예브게니야 시모노바
예브게니야 시모노바(러시아어: Евгения Симонова, 1955년 6월 1일 ~ )는 소련, 러시아의 배우이다.